# Karate ai III Giochi olimpici giovanili estivi
Gli incontri di karate ai III Giochi olimpici giovanili estivi si sono svolti dal 17 al 18 ottobre 2018 al Parque Polideportivo Roca di Buenos Aires. È stato il debutto di questo sport ai Giochi olimpici giovanili.

## Podi

### Uomini
| Evento       | Oro                | Argento          | Bronzo                                |
| Kumite       |                    |                  |                                       |
| fino a 61 kg | Mohammed Al Assiri | Masaki Yamaoka   | Oussama Edari Fahik Veseli            |
| fino a 68 kg | Quentin Mahauden   | Yassine Sekouri  | Abilmansur Batyrgali Rosario Ruggiero |
| oltre 68 kg  | Navid Mohammadi    | Nabil Ech-Chaabi | Enes Bulut Sean Crean                 |

### Donne
| Evento       | Oro                  | Argento          | Bronzo                                   |
| Kumite       |                      |                  |                                          |
| fino a 53 kg | Yasmin Nasr Elgewily | Rinka Tahata     | Dildora Alikulova Fatemeh Khonakdartarsi |
| fino a 59 kg | Kokoro Sakaji        | Anna Chernysheva | Mobina Heydariozomcheloei Ivana Perovic  |
| oltre 59 kg  | Annika Saelid        | Sakura Sawashima | Negin Altooni Lauren Salisbury           |